# Palazzo Venezze
Palazzo Venezze è uno dei più importanti palazzi di Rovigo, situato nel centro storico tra Porta San Bortolo e il corso dell'ormai interrato Adigetto.
Fu commissionato nel 1715 dal conte Stefano Venezze all'architetto polesano Agostino Ghiotti, che costruì un elegante edificio dalla facciata neoclassica su cui si aprono due portali centinati, una balaustra in marmo che forma un balcone con due finestre sormontate da frontoni curvilinei, mentre al di sotto del tetto è presente un cornicione dentellato.
Maria Giustinian Venezze, ultima discendente della famiglia, donò l'edificio al Comune e lo intitolò alla memoria del padre, Francesco Antonio Venezze, per diversi anni sindaco di Rovigo.
L'interno è degno di nota per un ampio atrio con travi a vista e colonne di ordine tuscanico e per un importante scalone decorato da putti.
Il palazzo è attualmente sede del conservatorio di Rovigo.